# NGC 39
NGC 39 (ook wel PGC 852, UGC 114, MCG 5-1-52, ZWG 499.76 of IRAS00096+3046) is een spiraalvormig sterrenstelsel in het sterrenbeeld Andromeda.
NGC 39 werd op 2 november 1790 ontdekt door de Duits-Britse astronoom Wilhelm Herschel.